# 二臭化ゲルマニウム
二臭化ゲルマニウム(Germanium dibromide)は、ゲルマニウムの臭化物で、化学式はGeBr2である。

## 製法
四臭化ゲルマニウムをゲルマニウムまたは亜鉛で還元することで得られる。
{\displaystyle {\ce {Ge + GeBr4 -> 2GeBr2}}}

## 性質
二臭化ゲルマニウムは黄白色の固体で、エタノール及びアセトンに可溶である。四臭化ゲルマニウムとゲルマニウムに不均化する。加水分解すると、水酸化ゲルマニウム(II)になる。結晶は単斜晶系であり、空間群はP21/c (No. 14)、格子定数はa = 11.68 Å, b = 9.12 Å, c = 7.02 Å, β = 101.9°である。エーテル溶媒中でシクロペンタジエニルナトリウムまたはシクロペンタジエニルタリウムと反応し、ゲルマノセンを生成する。